# Río Ayuela
El río Ayuela es un río de la península ibérica tributario del río Salor por su margen izquierda, el cual a su vez es afluente del Tajo. El río Ayuela fluye por la comunidad autónoma de Extremadura, discurriendo en su totalidad a través de la provincia de Cáceres. Pertenece a la cuenca hidrográfica del Tajo.
De caudal muy irregular, nace como un arroyo estacional en el término municipal de Albalá a una altitud de unos 500 m s. n. m., fluye en dirección noroeste y desemboca en río Salor a una altitud de unos 270 m s. n. m., en el término municipal de Cáceres. En su curso alto se localizan el embalse de Alcuéscar y el embalse de Ayuela, situado en el término municipal de Casas de Don Antonio.

## Historia
Junto al municipio de Casas de Don Antonio se conservan restos de un puente romano correspondiente a la calzada de la Vía de la Plata para salvar el río. Los sillares del puente romano original han aparecido cerca de una zona cercana a la carretera N-630, junto a dicha localidad. En la actualidad existe en este municipio otro puente conocido como el puente romano, pero en realidad su origen es medieval, y que es atravesado por los peregrinos que realizan esta modalidad del Camino de Santiago.
A este río dedica Pedro de Lorenzo las dos primeras páginas de su libro "Viaje de los ríos de España".